# وجه التزامی
وجه التزامی یا وجه پِیرو وجهی از فعل است که گوینده آن را برای اشاره به وضعیتی نسبی و غیرقطعی به کار می‌برد. وجه التزامی برای بیان شرط، احتمال، آرزو، تردید، خواستن، میل و امثال آن به کار می‌رود. هرگاه واقع‌شدن یا نشدن فعل مسلم نباشد، از وجه التزامی استفاده می‌شود.
ناتل خانلری معتقد است «فعلی که به وجه التزامی است همیشه به دنبال فعل دیگری می‌آید».

## مثال
- مثال ۱
  - وجه خبری: «امروز باران می‌آید»
  - وجه التزامی: «فکر می‌کنم امروز باران بیاید»
- مثال ۲
  - وجه خبری: «حسن به بانک رفته‌است»
  - وجه التزامی: «حسن باید به بانک رفته باشد»
- مثال ۳
  - وجه خبری: «هر روز کمی پیاده‌روی می‌کنم»
  - وجه التزامی: «از فردا می‌خواهم هر روز کمی پیاده‌روی بکنم»